# Beechcraft T-34 Mentor
Il Beechcraft T-34 Mentor è un monomotore da addestramento militare ad ala bassa prodotto dall'azienda statunitense Beechcraft ed impiegato dagli inizi degli anni cinquanta fino ai giorni nostri.
Derivato dal Beechcraft Model 35 Bonanza da turismo, il T-34 si è rivelato un prodotto di elevato successo nel campo degli aerei da addestramento basico ed avanzato rimanendo ancora oggi in servizio dopo più di sessant'anni. Inizialmente dotato di un motore a pistoni ne è stata prodotta versione aggiornata, chiamata T-34C Turbo Mentor, dotata di un motore turboelica e di armi per circa 300 kg.

## Storia del progetto
Il T-34 venne disegnato nella metà degli anni quaranta da Walter Beech, proprietario oltre che progettista dell'omonima azienda, con il proposito di realizzare un addestratore economico alternativo al North American T-6/NJ Texan già in uso nelle forze aeree statunitensi. Pur non essendo emesso alcun bando al riguardo Beech decise di svilupparlo a proprie spese in maniera autonoma assegnando al prototipo la denominazione aziendale Beechcraft Model 45.

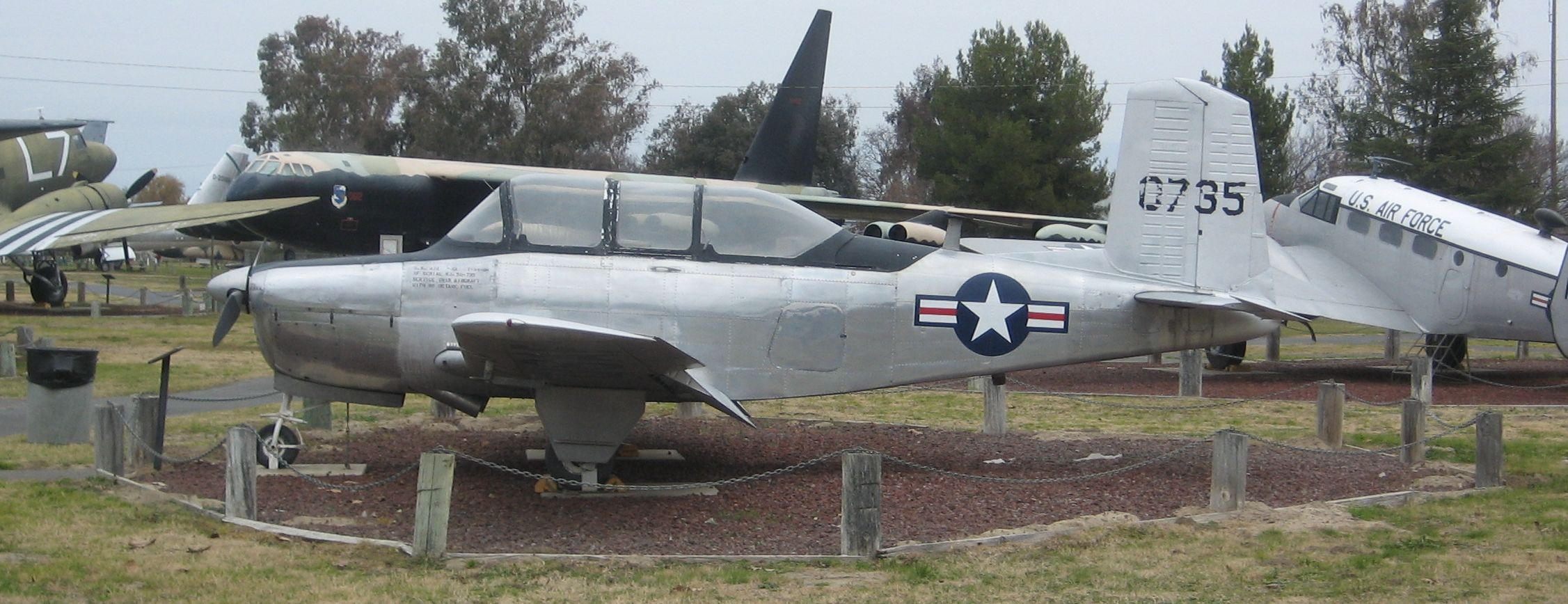
Un YT-34, il prototipo della versione turboelica, esposto al Castle Air Museum di Atwater, California.

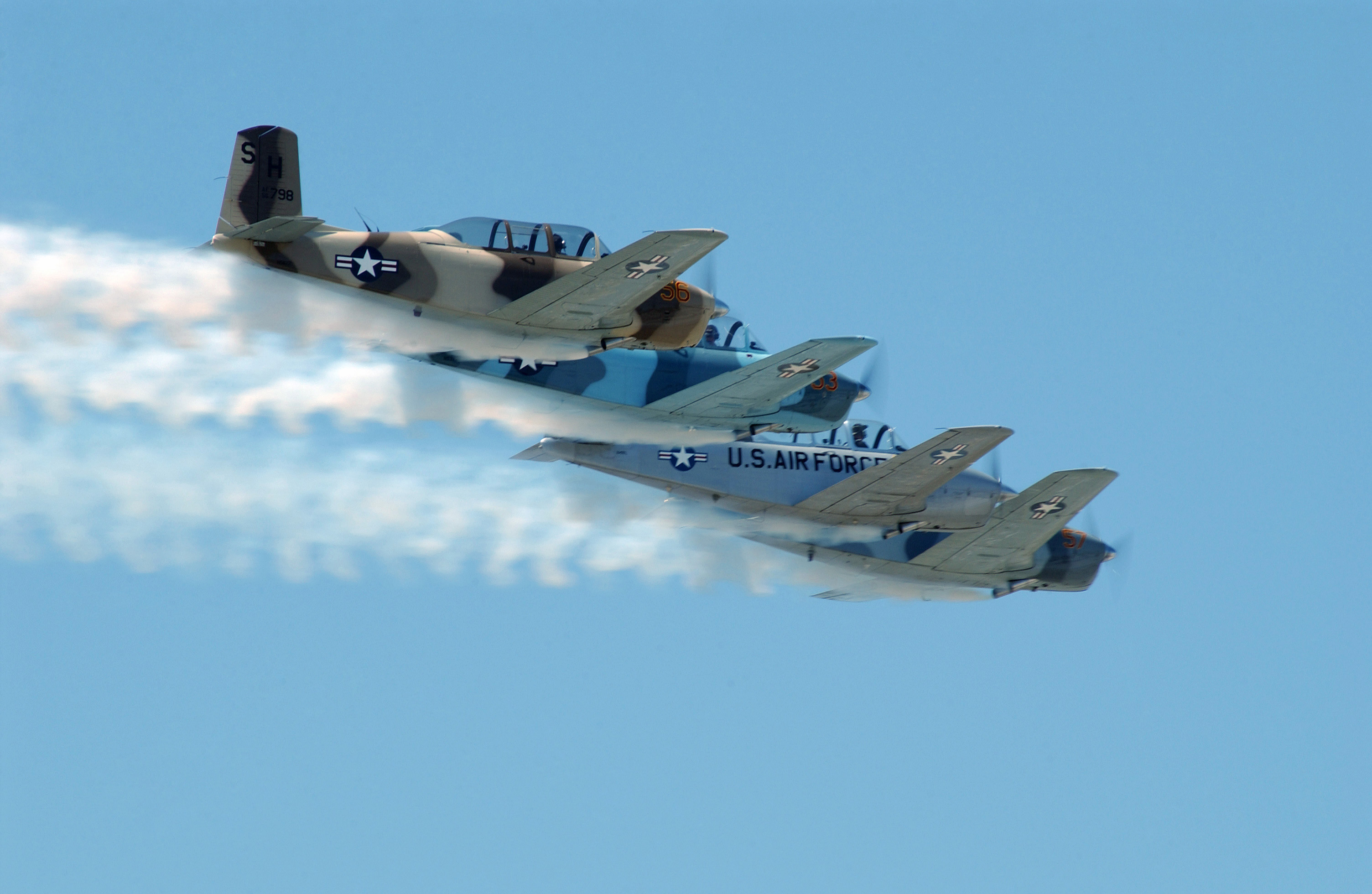
Una formazione di T-34 a pistoni appartenenti al March Field Aero Club presso la March Air Reserve Base (ARB) in California (2004).

Inizialmente vennero seguite tre ipotesi progettuali, tra i quali una che riproponeva l'impennaggio a V del Bonanza, alla fine scegliendo, nel 1948, una soluzione dalle superfici di controllo convenzionali, più consona ad una proposta di un prodotto a scopo militare. La fusoliera del Bonanza, dotata di una cabina a quattro posti, venne sostituita da una più stretta che incorporava una cabina a soli due posti in tandem dotata di tettuccio a bolla, che permetteva una maggiore visibilità a pilota ed istruttore.
Strutturalmente il Model 45 era molto più robusto del Bonanza, essendo progettato per sostenere sollecitazioni di 10G positivi e 4,5G negativi, mentre il Continental E-185 da 185 hp al decollo (meno di un terzo della potenza del motore del T-6) era lo stesso montato nello stesso periodo dal Bonanza. Il prototipo venne portato in volo per la prima volta il 2 dicembre 1948 da Vern Carstens, il pilota collaudatore dell'azienda. Dopo il primo vennero realizzati altri tre esemplari, denominati Model A45T, i primi due equipaggiati con lo stesso motore del prototipo ed il terzo con un Continental E-225, quest'ultimo vicino alla configurazione della produzione di serie.
La produzione in serie ebbe inizio nel 1953, quando l'azienda iniziò le consegne della versione T-34A alla United States Air Force (USAF) ed il simile Model B45 dedicato al mercato estero. Nel 1955 venne iniziata la consegna del T-34B destinata alla United States Navy (U.S. Navy), versione appositamente studiata per le esigenze della Marina. Il T-34B si differenziava, per controllare la direzione sul terreno, nell'adottare un impianto frenante sdoppiato invece di intervenire tramite uno sterzo sul carrello anteriore, nell'ala da un maggior angolo di diedro ed un posto di pilotaggio che adottava la regolazione dei pedali invece che quella del sedile come nel T-34A.
La produzione del T-34A venne interrotta nel 1956, mentre il T-34B continuò ad essere costruito fino ad ottobre 1957, mentre le versioni B45 prodotte su licenza in Canada (125 esemplari realizzati dalla Canadian Car and Foundry), Giappone (173 esemplari realizzati dalla Fuji Heavy Industries), ed Argentina (75 esemplari realizzati dalla FMA) fino al 1958. La Beechcraft consegnò l'ultimo Model B45 nel 1959. La produzione totale delle versioni dotate di motorizzazione Continental risulta essere di 1 904 esemplari.

### Model 73 Jet Mentor
Nel 1955 l'azienda sviluppò, ancora come iniziativa privata, una variante dotata di motore a getto nuovamente nella speranza di aggiudicarsi un contratto da parte delle forze armate statunitensi. Il Model 73 Jet Mentor, che condivideva molte componenti con il precedente modello dal motore a pistoni, si differenziava visivamente nella cabina di pilotaggio, ridisegnata e traslata verso la parte anteriore della fusoliera, e nelle prese d'aria sdoppiate ed integrate nelle radici alari che dovevano fornire l'aria per il motore a reazione posizionato nella parte posteriore della fusoliera. Il Model 73, registrato N134B, venne portato in volo per la prima volta il 18 dicembre 1955. Venne successivamente proposto all'USAF, che dopo averlo valutato si orientò invece sul Cessna T-37 Tweet, ed alla U.S. Navy che invece decise di adottare il Temco TT Pinto. Il rifiuto convinse l'azienda ad accantonare lo sviluppo e non venne mai avviato alla produzione in serie.

### L'adozione del turboelica

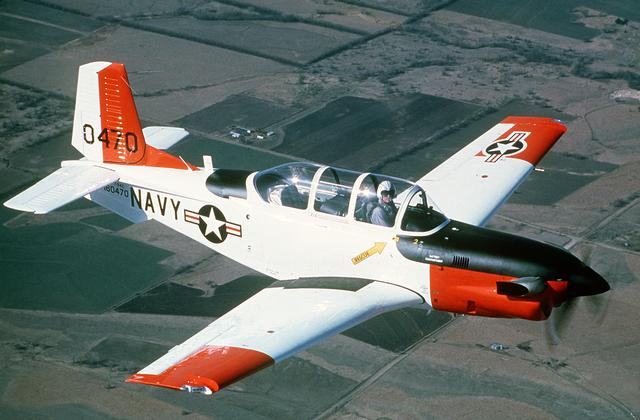
Un T-34C Turbo-Mentor, distinguibile dalla precedente versione a pistoni per il muso allungato e per gli ugelli di scarico posti su entrambi i lati dietro all'elica.

Nel 1973, dopo una pausa di produzione durata quasi 15 anni, venne sviluppato un nuovo modello basato sul precedente T-34C ma adottando per la propulsione un turboelica Pratt & Whitney Canada PT6A-25 in luogo del precedente motore a pistoni.. Lo sviluppo era la conseguenza di una richiesta avanzata dalla U.S. Navy, la quale fornì due esemplari di T-34B per permetterne la conversione. Dopo aver sostituito il vecchio motore con il PT6 i due velivoli furono ridesignati YT-34C, il primo dei due portato in volo per la prima volta il 21 settembre 1973. La produzione del Mentor riprese nel 1975 con il nuovo modello, il T-34C sviluppato per la U.S. Navy. Nel 1977 venne sviluppato un nuovo modello, il T-34C-1, una versione armata dotata di piloni alari destinata al mercato estero. La produzione del Turbo Mentor venne interrotta nel 1990 con il Turbine Mentor 34C, la versione destinata al mercato civile.

## Impiego operativo

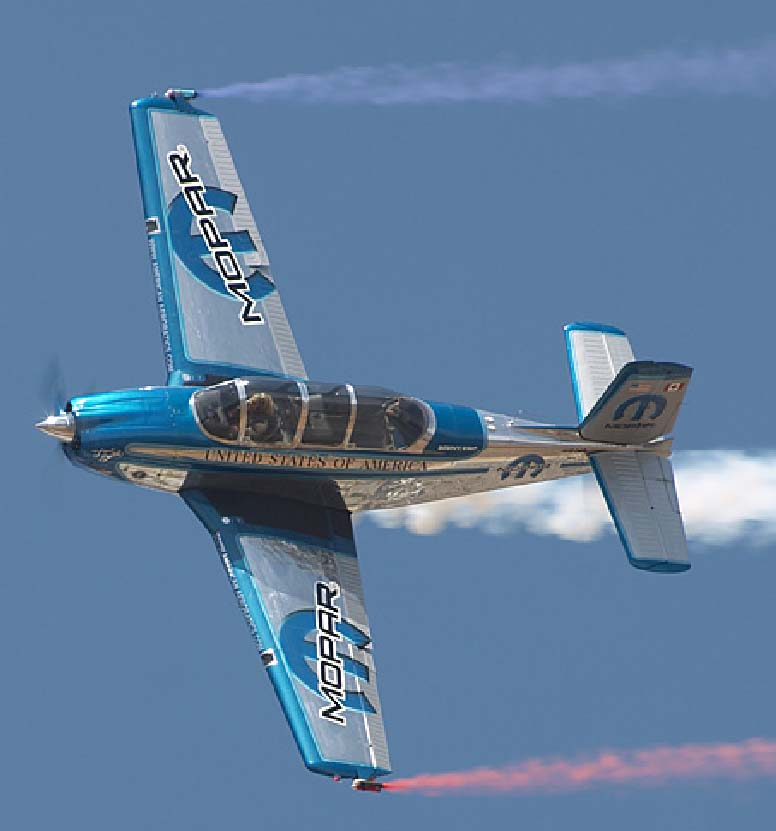
Il T-34 Mentor "Free Spirit" utilizzato da Julie Clark durante un'esibizione in un air show statunitense.

Il T-34B Mentor è stato il velivolo di addestramento basico della United States Navy per circa 30 anni. Negli anni settanta l'addestramento dei piloti statunitense e parte dei piloti Marina Militare Italiana veniva effettuato con questo velivolo nelle basi NAS Saufley Field e NAS Whiting Field, nei pressi della base principale di NAS Pensacola, Florida. Negli anni ottanta venne sostituito dal T-34C versione turboelica; inoltre lo Stato Maggiore della U.S. Navy pianificò, con il T-34C, un programma di addestramento avanzato ed acrobatico tale da poter sostituire gli ormai superati T-28 Trojan.
Nel 1950 l'USAF richiese tre Model A45T che ribattezzò con la denominazione militare YT-34. Dopo una lunga valutazione per determinare quale fosse il miglior addestratore, nel 1953 l'USAF scelse infine il Model 45 che entrò in servizio come T-34A Mentor, seguito nel maggio 1955 dalla U.S. Navy con il T-34B.
L'USAF cominciò a sostituire il T-34A all'inizio degli anni sessanta, mentre la U.S. Navy mantenne operativo il T-34B fino ai primi anni settanta. Al 2007, i Mentor vengono ancora utilizzate in diverse forze aeree mondiali.
I T-34A e C vennero utilizzati dal Comando de Aviación Naval Argentina, l'aviazione navale della marina militare argentina, durante la guerra delle Falkland.
Nel 2004, a causa di una serie di incidenti di volo in cui sono incorsi durante combattimenti simulati ed attribuiti a cedimenti strutturali, l'intera flotta dei T-34 civile statunitense è stata messa a terra dal Federal Aviation Administration. I proprietari dei T-34 hanno ottenuto un nuovo permesso con l'obbligo di attenersi a una serie di restrizioni.
IL T-34C viene ancora utilizzato come addestratore basico per formare i piloti di U.S. Navy e U.S. Marine Corps. Il T-34C è attualmente in corso di avvicendamento con il T-6 Texan II ma continua ad essere il principale aereo nelle basi NAS Corpus Christi e NAS Whiting Field. La NAS Pensacola ha già completato la sostituzione con il T-6 mentre è previsto l'arrivo del primo dei T-6 assegnati alla Whiting Field nell'estate 2009.
Oltre che nelle forze aeree statunitensi, il T-34 venne impiegato in numerose scuole di volo militari di molti paesi arabi, africani, ed in tutte le americhe. In queste ultime ed in Spagna è stato recentemente sostituito da un addestratore di produzione cilena, l'ENAER T-35 Pillán.
Il Mentor è inoltre utilizzato come aereo acrobatico dalle pattuglie acrobatiche civili "Lima Lima Flight Team" e "Dragon Flight" oltre che dal pilota acrobatico Julie Clark, che si esibisce negli air show con un T-34 (N134JC) ribattezzato "Free Spirit".

## Versioni
YT-34
prototipo realizzato in 3 esemplari.
T-34A
versione da addestramento USAF, sostituito dal Cessna T-37 Tweet circa dagli anni sessanta; prodotta in 450 esemplari.
T-34B
versione da addestramento U.S. Navy, rimasto in servizio fino ai primi anni settanta fino alla sua sostituzione con il T-34C; prodotta dalla Beechcraft in 423 esemplari.
YT-34C
versione T-34B dotata di motore turboelica, utilizzata come prototipo della successiva T-34C; realizzata in 2 esemplari.
T-34C Turbo Mentor
versione da addestramento basico bipostodotata di motore turboelica.
T-34C-1
versione armata dotata di piloni alari destinata al mercato estero.
Turbine Mentor 34C
versione civile

## Utilizzatori

### Militari
Algeria

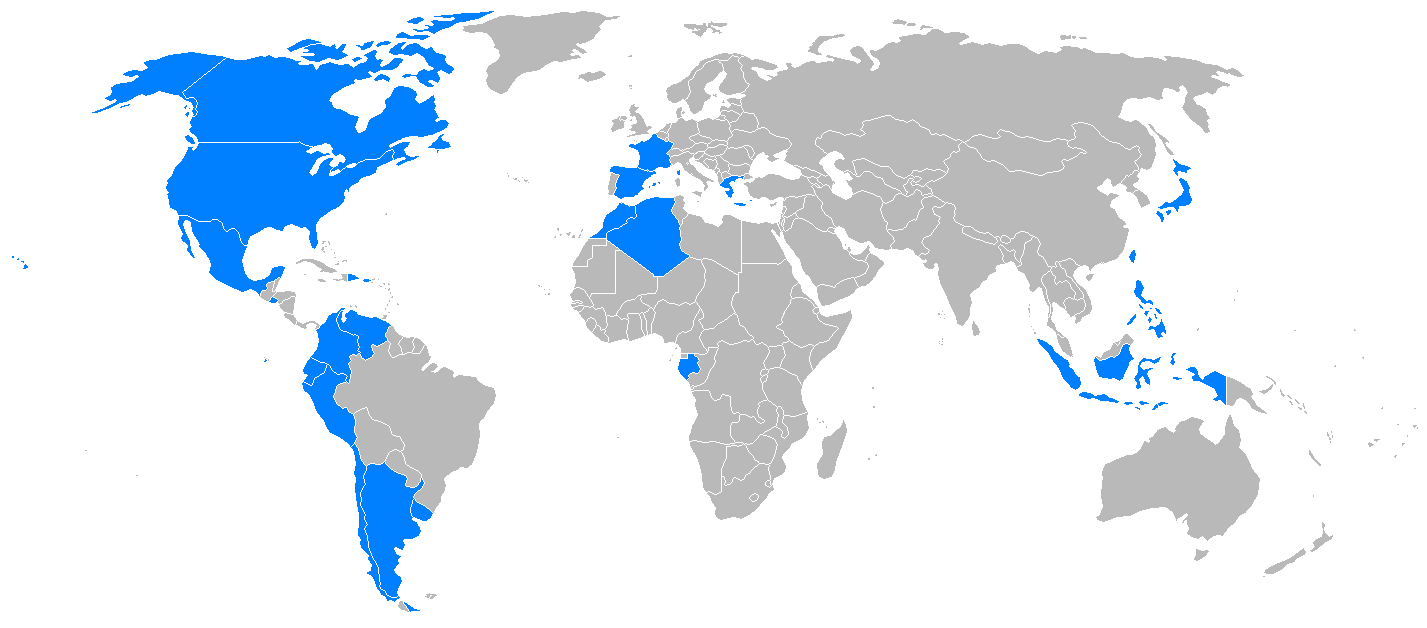
Gli operatori militari mondiali del T-34 Mentor.

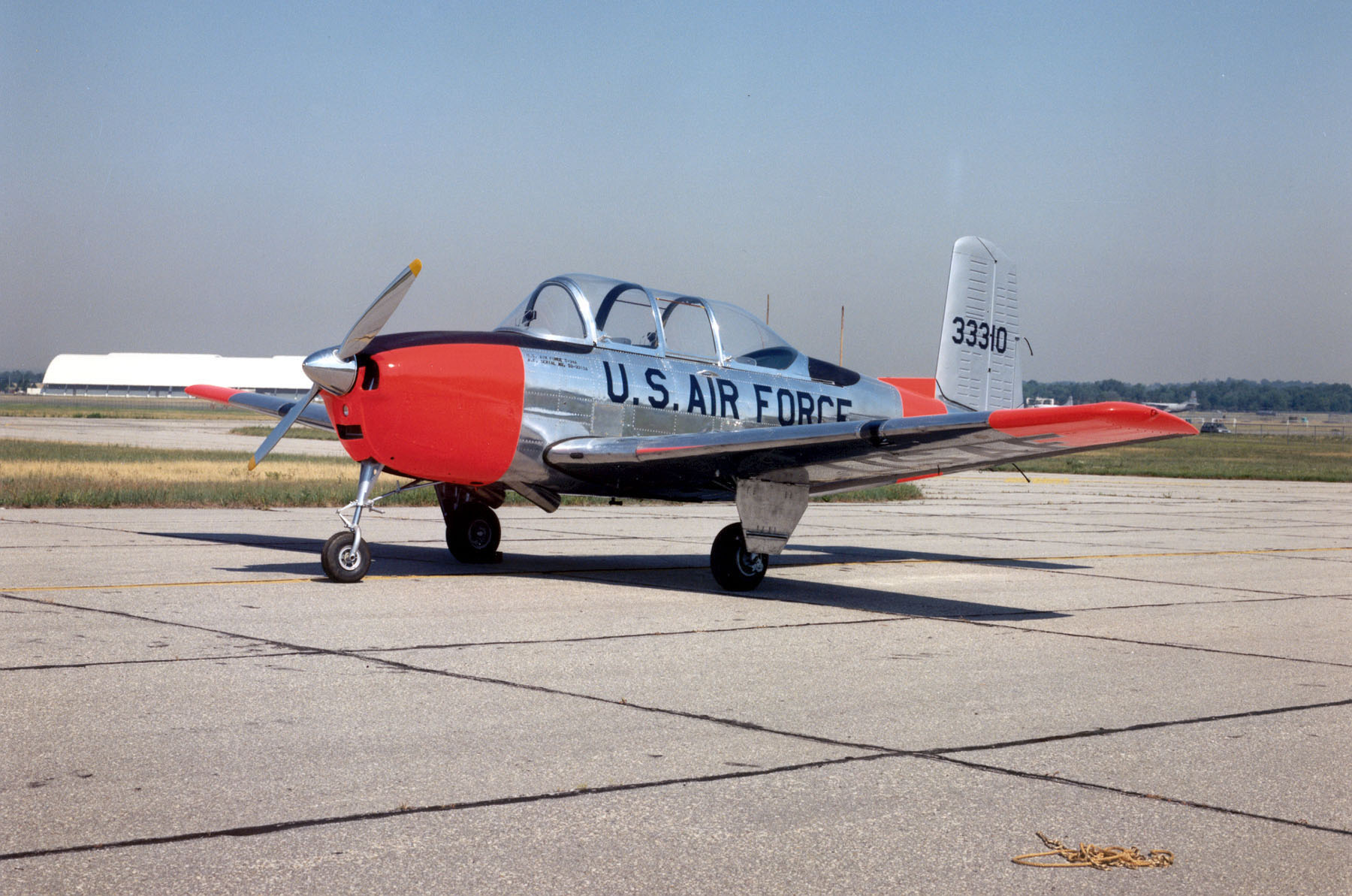
Un T-34A Mentor esposto presso il National Museum of the USAF.

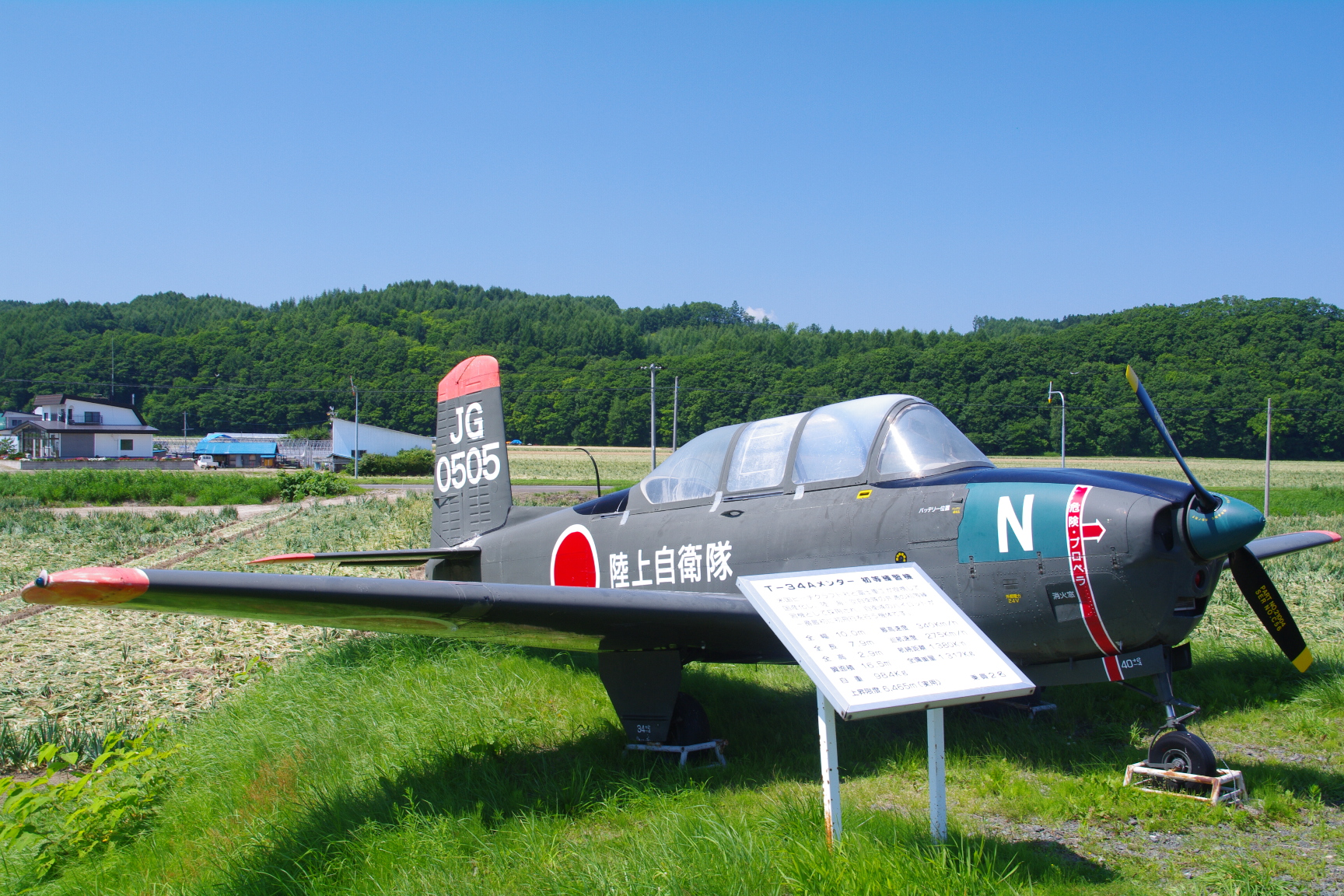
Il T-34A Mentor con insegne della giapponese Rikujō Jieitai esposto presso il Bihoro air park, Hokkaidō.

- Al-Quwwat al-Jawwiyya al-Jaza'iriyya

 Argentina
- Fuerza Aérea Argentina
- Aviación Naval

 Bolivia
- Fuerza Aérea Boliviana

Dei 12 consegnati, a gennaio 2017, restano operativi 5 esemplari.
  Canada
- Royal Canadian Air Force, Canadian Forces Air Command

 Cile
- Fuerza Aérea de Chile
- Aviación Naval

 Cina
- Zhongguo Renmin Jiefangjun Haijun Hangkongbing

 Colombia
- Fuerza Aérea Colombiana

 Rep. Dominicana
- Fuerza Aérea Dominicana

 Ecuador
- Fuerza Aérea Ecuatoriana

18 T-34C1 Mentor consegnati a partire dal dicembre 1977, gli ultimi 7 dei quali sono stati ritirati dal servizio a maggio 2018.
- Armada del Ecuador

2 T-34C-1 in servizio al maggio 2019.
 El Salvador
- Fuerza Aérea Salvadoreña

 Filippine
- Hukbong Himpapawid ng Pilipinas

 Francia
- Armée de l'air

 Gabon
- Armée de l'air Gabonaise

4 T-34C consegnati, 5 in servizio al maggio 2020.
 Giappone
- Kōkū Jieitai

144 T-34 in servizio dal 1954 al 1982.
- Kaijō Jieitai

20 T-34A in servizio dal 1954 al 1982.
- Rikujō Jieitai

9 T-34A in servizio dal 1954 al 1982.
  Grecia
- Polemikí Aeroporía

 Indonesia
- Tentara Nasional Indonesia Angkatan Udara

35 T-34C-1 consegnati.
 Marocco
- Al-Quwwat al-Jawwiyya al-Malikiyya al-Maghribiyya

 Messico
- Fuerza Aérea Mexicana

 Perù
- Fuerza Aérea del Perú
- Marina de Guerra del Perú

Almeno 2 T-34C-1 (secondo WAF, sette aerei) in servizio al dicembre 2021, più un ulteriore T-34C-1 acquistato da un operatore civile (già appartenuto alla Indonesian Air Force) acquistato nello stesso mese, che è stato consegnato il 19 maggio 2022 ed immesso in servizio il 17 giugno dello stesso anno.
 Spagna
- Ejército del Aire

26 T-34A/C in servizio dal 1958 al 1988.
 Taiwan
- Chung-Hua Min-Kuo K'ung-Chün

 Turchia
- Türk Hava Kuvvetleri

 Stati Uniti
- United States Air Force
- United States Navy
- United States Marine Corps
- United States Coast Guard

 Uruguay
- Fuerza Aérea Uruguaya
- Armada Nacional

2 T-34C in servizio all'aprile 2018.
 Venezuela
- Fuerza Aérea Venezolana

### Civili

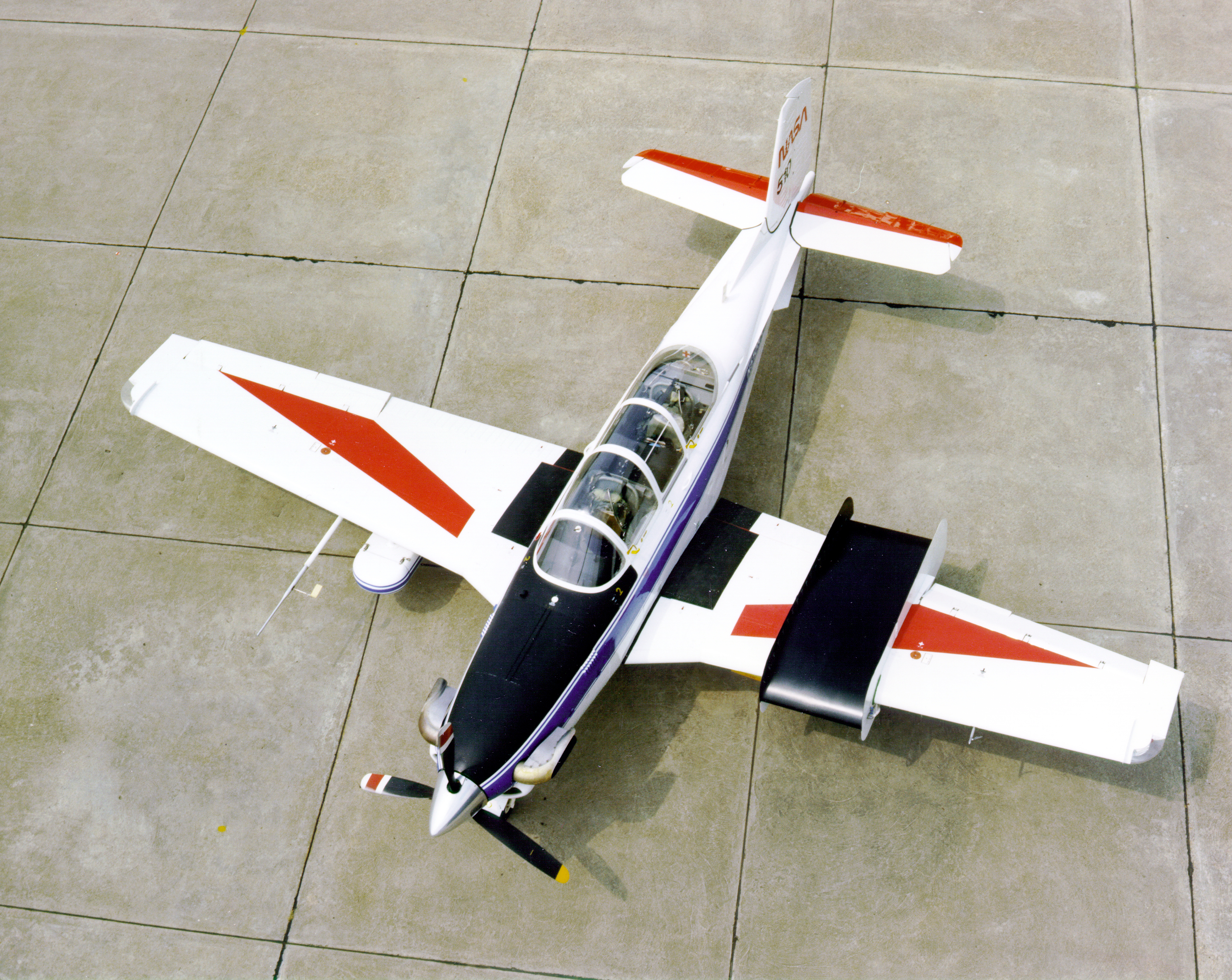
Un Beech T-34C Turbo Mentor utilizzato dalla NASA,

Cile
- Club Aéreo de Santiago

 Turchia
- Turkish Aeronautical Association
- Istanbul Havacilik Kulubu

 Stati Uniti
- Dragon Flight
- Lima Lima Flight Team
- NASA
- The San Diego Salute[24]

## Velivoli comparabili
Cile
- Enaer T-35 Pillán

 Francia
- Aérospatiale Epsilon

 Giappone
- Fuji T-3
- Fuji T-7

 Jugoslavia
- Utva Lasta

 Svizzera
- Pilatus P-3